# یاشورووکا
یاشورووکا (به لاتین: Jasiorówka) یک روستا در لهستان است که در گمینا ووخوو واقع شده‌است.